# Kacu Naito
Kacu Naito (* 1964) je významný[zdroj⁠?!] japonský fotograf.

## Životopis
Svou první mezinárodní výstavu (West Side Rendezvous) představil 21. října 2010 v Nepenthes v New Yorku. Výstava dokumentuje transvestity a transsexuály na ulici v newyorské čtvrti Meatpacking na počátku 90. let. Kniha obsahující fotografie z výstavy byla následně vydána 21. července 2011 v Londýně v LN-CC.